# Anachis acuta
Anachis acuta är en snäckart som beskrevs av William Thomas Stearn 1873. Anachis acuta ingår i släktet Anachis och familjen Columbellidae. Inga underarter finns listade i Catalogue of Life.